# 개야도항
개야도항은 전북특별자치도 군산시 옥도면 개야도리, 개야도 섬에 있는 어항이다. 1972년 4월 12일 지방어항으로 지정되었다. 시설관리자는 군산시장이다.

## 개발 계획
- 군산시장이 어항시설용지 조성을 위하여 신청한 개야 지구 공유수면매립(19,008m2)이 포함된 '제3차 공유수면매립 기본계획'을 2011년 7월 29일 국토해양부장관이 고시하였다.[1]

## 어항시설
- 선착장 123m, 방파제 150m, 물양장 46m

## 같이 보기
- 개야도